# Социалистическая партия-1
Социалистическая партия-1 (исп. Partido Socialista-1, PS-1) — левая политическая партия в Боливии, созданная Марсело Кирогой и его сторонниками в Социалистической партии после выхода той из подполья в 1978 году.

## История
Социалистическая партия-1 приняла участие во всеобщих выборах 1978, 1979 и 1980 годов, выдвигая Марсело Кирогу в президенты. При этом количество поданных за него голосов стабильно росло: 0,43 %, 4,82 %, 8,71 % соответственно. Партия получила пять мест в Национальном конгрессе в 1979 году и одиннадцать в 1980 году.
Правоконсервативные элементы в вооруженных силах опасались, что Марсело Кирога Санта-Крус может стать лидером оппозиции, и он был убит во время ультраправого переворота Луиса Гарсиа Месы 17 июля 1980 года. Его гибель оставила Социалистическую партию-1 — и боливийских левых в целом — в ослабленном состоянии.
После восстановления демократического правления «Социалистическая партия-1» поглотила две небольшие ультралевые партии: «Народное движение за национальное освобождение» (Movimiento Popular de Liberación Nacional, MPLN), возглавляемый Рамиро Веласко Ромеро откол от Левого революционного движения, в 1983 году и «Спартаковское революционное движение» (Movimiento Revolucionario Espartaco, MRE), возглавляемое Дульфредо Руа, в 1984 году. 
Социалистическая партия-1 представила Рамиро Веласко Ромеро своим кандидатом на выборах 1985 года, но он набрал лишь 2,58 % голосов и занял шестое место. Партия получила пять мест в Национальном конгрессе.
На выборах 1989 года партийный кандидат Роджер Кортес Уртадо получил 2,8 % голосов.
В 1993 году Социалистическая партия-1 приняла участие в избирательной коалиции «Объединённые левые», поддержавшей лидера «PS-1» Рамиро Веласко Ромеро в качестве кандидата в президенты и катариста Хенаро Флореса Сантоса — в вице-президенты. Однако результат был ещё ниже — всего 0,9 процента голосов.
На парламентских выборах 2002 года партии, завоевавшей 0,7% голосов, удалось получить одно из 130 депутатских мест в нижней палате Конгресса. 
Существует также отколовшаяся Социалистическая партия-1-Марсело Кирога, возглавляемая Хосе Марией Паласиосом.